# Cattedrale di Feldkirch
La cattedrale di San Nicola o cattedrale di Feldkirch (in tedesco Dom St. Nikolaus) è la chiesa cattolica maggiore di Feldkirch e cattedrale della diocesi di Feldkirch dalla sua istituzione nel 1968.